# Disphragis aroensis
Disphragis aroensis is een vlinder uit de familie van de tandvlinders (Notodontidae). De wetenschappelijke naam van de soort is, als Heterocampa aroensis, voor het eerst geldig gepubliceerd in 1901 door William Schaus.

## Type
- syntypes: "males en females"
- instituut: USNM Smithsonian Institution, Washington, U.S.A.
- typelocatie: "Venezuela, Aroa"